# Sebastian Berwick
Sebastian Berwick (ur. 15 grudnia 1999 w Brisbane) – australijski kolarz szosowy.

## Osiągnięcia
Opracowano na podstawie:

2017
- 1. miejsce w mistrzostwach Oceanii juniorów (jazda indywidualna na czas)
- 1. miejsce w mistrzostwach Oceanii juniorów (start wspólny)

2020
- 2. miejsce w mistrzostwach Australii U23 (start wspólny)
- 2. miejsce w Herald Sun Tour
  - 1. miejsce w klasyfikacji młodzieżowej

2021
- 1. miejsce na etapie 1b Settimana Internazionale di Coppi e Bartali (jazda drużynowa na czas)

2022
- 3. miejsce w Alpes Isère Tour
  - 1. miejsce w klasyfikacji górskiej
  - 1. miejsce na 5. etapie

## Rankingi
| Rok              | 2019  | 2020 | 2021  | 2022 | 2023 | 2024  |
| ---------------- | ----- | ---- | ----- | ---- | ---- | ----- |
| World Ranking    | 1287. | 313. | 2123. | 737. | 238. | 1743. |
| UCI Oceania Tour | 68.   | 22.  | 73.   | 45.  | 17.  | -     |
|                  |       |      |       |      |      |       |
| Źródło: UCI      |       |      |       |      |      |       |